# 普盧希夫
49°44′56″N 25°1′30″E / 49.74889°N 25.02500°E
普盧吉夫（烏克蘭語：Плугів），是烏克蘭西部的村莊，隸屬利維夫州的佐洛奇夫區。該村始建於1469年，面積2.95平方公里，海拔高度307米，2001年人口809。